# Kézműipar
A kézműipar – a Magyar nyelv értelmező szótára szerint – „kézi erővel, gépi felszerelés nélkül, (különleges) szakismeretek alapján, olykor nagyüzemi méretekben űzött ipar. Szűk[ebb] ért[elemben] a kézművességnél fejlettebb, szervezett munkamegosztással, de még gépek nélkül dolgozó ipari termelés; manufaktúra. … (1945 után, hivatalos): Csökkent munkaképességű dolgozókat foglalkoztató kisipari szövetkezetekben képesítéshez és engedélyhez kötött, kézi erővel, ill. gépekkel dolgozó, a fogyasztók sajátos igényeit kielégítő ipar.”

## Története
A kézművesség az ősidőkben alakult ki, amikor az emberek igyekeztek saját felhasználásukra különböző tárgyakat a környezetükben előforduló természetes anyagokból (fából, növényi eredetű anyagokból, csontból, bőrből, szőrméből, kőből, agyagból), később már fémből és üvegből is előállítani. Ez a tevékenység alakult át az idők folyamán a cserekereskedelemből kifejlődött „piaci” tevékenységgé, amely már megkövetelt bizonyos munkamegosztást és specializálódást, és kialakultak a „szakmák”, majd ezekből a műhelyek, a manufaktúrák és a céhek. Ekkor már nem csak és nem elsősorban saját felhasználásra készültek a termékek, hanem olyan mennyiségben, ami már a saját szükségletet meghaladta és alkalmas volt értékesítésre. A manufaktúrák voltak a gyáripar kialakulásának előzményei. Azonban a kisebb mennyiségben, nem tömegtermelésben, és egyedi kivitelezésben készült használati és dísztárgyak előállítása és kereskedelmi forgalmazása továbbra is megmaradt és ez alkotja a kézműipar fogalma alá tartozó tevékenységeket, a kézművességet.

## Jelentősége
A kézműiparnak mai gazdaságban is fontos szerepe van. Magyarországon a statisztika a Foglalkozások Egységes Osztályozási Rendszere (FEOR) a 74 Kézműipari foglalkozások címszó alatt sorolja fel azokat a foglalkozásokat, tevékenységeket, amelyek ebbe a fogalomkörbe tartoznak. A 221 hazánkban bejegyzett kézműipari szakmának nagy jelentősége van az önfoglalkoztatásban, és azok a mesterek, akik kisvállalkozásban iparszerűen végzik ezt a tevékenységet, 3–5 munkavállalónak kínálnak álláslehetőséget.
A kézműipar egy ága a népi kézművesség (népművészet), amely elsősorban különböző textíliák (szövetek, csipkék, csomózott termékek, öltözékek) és azok díszítésének (hímzés) sokféle változata előállításával, gyékény, szalma, vessző felhasználásával (vessző-, gyékény-, csuhéfonás) előállított használati és dísztárgyak, játékok, továbbá asztalosmunkák (bútorok) és fazekas áruk (edények) készítésével foglalkozik.

## Kapcsolódó szócikk
Kézművesség